# Kōsaka Masanobu
Kōsaka Masanobu (高坂 昌信, 1527-12 juin 1578), aussi connu sous le nom de Toratsuna Kōsaka, était un des 24 généraux de Takeda Shingen. On porte souvent à son crédit l'écriture du Kōyō gunkan, la chronique de l'histoire du clan Takeda et leurs tactiques militaires. Cependant, de récentes études suggèrent fortement que d'autres auteurs ont utilisé le nom de Kōsaka pour augmenter la crédibilité du livre.

## Biographie
Kōsaka Masanobu est connu comme étant l'un des trois danjō qui ont servi le clan Takeda, aux côtés de Sanada Yukitaka et Hoshina Masatoshi. Des trois, Kōsaka est connu comme le Nige danjō, littéralement le danjō volant, à cause de son commandement prudent et de ses retraites habiles.
En tant que général responsable du château de Kaizu, Masanobu joue un rôle important dans la quatrième des batailles de Kawanakajima. Il informe Takeda Shingen des mouvements d'approche de l'armée de Uesugi Kenshin grâce à des signaux de feu, puis conduit l'attaque surprise à Saijo-Yama dans le but de forcer les hommes d'Uesugi à descendre dans les plaines où les troupes Takeda peuvent alors les surprendre. Malgré l'échec de cette tactique, Kōsaka conduit ses hommes à l'arrière en bas de la colline, attaquant les troupes Uesugi par l'arrière, et change le cours de la bataille, la transformant en victoire des Takeda.
Absent de la bataille de Nagashino, il n'a donc pas à supporter les conséquences humiliantes de cette défaite.
Masanobu Kōsaka, ayant ouvertement critiqué Katsuyori de nombreuses fois, se voit forcé de prendre sa « retraite » en 1578 et meurt peu après de maladie.
Dans la culture populaire, et spécifiquement dans les jeux vidéo, Kōsaka est souvent représenté portant un casque kabuto complet avec un mempo.
Des rumeurs ont couru qui lui prêtaient des relations bisexuelles avec Takeda Shingen.